# 勒夫环形山

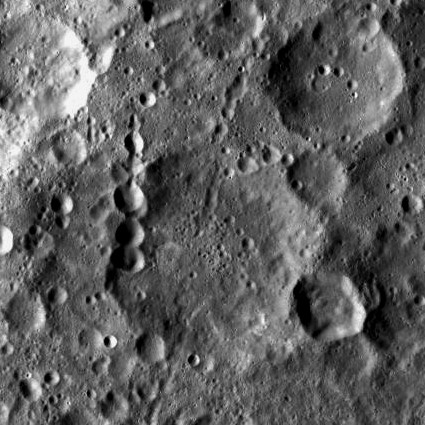
月球勘测轨道飞行器 拍摄，勒夫环形山位于中间，右上方为普拉格环形山。

勒夫环形山（Love）是月球背面赤道区一座古老的大撞击坑，约形成于前酒海纪，其名称取自前英国数学家奥古斯塔斯·乐甫（1863年-1940年），1970年被国际天文学联合会正式批准接受。

## 描述
该陨坑位西侧毗邻尼科陨石坑；西北靠近贝奇瓦日环形山；普拉格环形山位于它的东北；东南则坐落着莱恩环形山；而南面和西南分别是佩列佩尔金环形山和达松瓦尔陨石坑；勒夫环形山的北面覆盖着一串格里高利链坑（Catena Gregory）。该陨坑的中心月面坐标为6°20′S 129°10′E / 6.33°S 129.17°E，直径90.1公里，深度为2.8公里。
勒夫环形山外观呈多边形状，在漫长的存续期中已遭受严重的损毁。陨坑外侧壁已夷平，几乎与周边地貌融为一体。东南侧切入了菱形的卫星坑勒夫 H；西侧则覆盖着一串无名的撞击链坑，它正对着位于450公里外的齐奥尔科夫斯基环形山。陨坑的内侧壁因陨石或其它陨坑的喷发物撞击而磨损退化。碗状的坑底相对平坦，但北部地表上布满了大量细小的月坑、陨洞，几乎构成了一条连续不断的地毯，南部区则受到的撞击相对较少，表面只有数座细小的陨坑。

## 卫星陨石坑
按惯例，最靠近勒夫环形山的卫星坑在月图上以字母标注在该坑中心点的旁边。

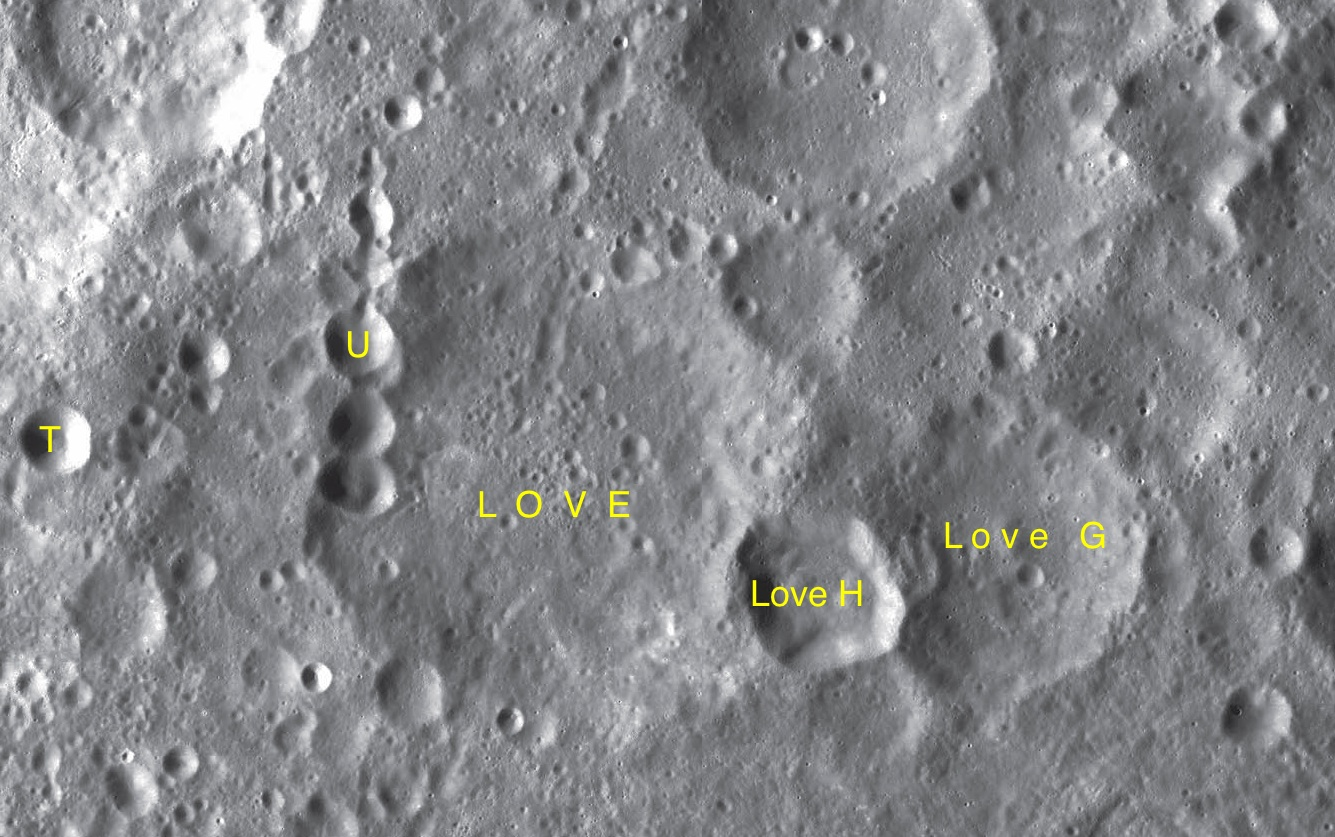
LAC-83与LAC-84拼接图

| 勒夫 | 纬度   | 经度     | 直径    |
| ---- | ------ | -------- | ------- |
| H    | 6.9° S | 130.4° E | 29 公里 |
| T    | 6.0° S | 126.1° E | 13 公里 |
| U    | 5.9° S | 127.8° E | 12 公里 |

- 卫星坑勒夫 G形成于雨海纪[1]。

## 另请参阅
- Andersson, L. E.; Whitaker, E. A. . NASA RP-1097. 1982.
- Blue, Jennifer. . USGS. July 25, 2007  [2007-08-05]. （原始内容存档于2012-04-08）.
- Bussey, B.; Spudis, P. . New York: Cambridge University Press. 2004. ISBN 978-0-521-81528-4.
- Cocks, Elijah E.; Cocks, Josiah C. . Tudor Publishers. 1995. ISBN 978-0-936389-27-1.
- McDowell, Jonathan. . Jonathan's Space Report. July 15, 2007  [2007-10-24]. （原始内容存档于2012-05-26）.
- Menzel, D. H.; Minnaert, M.; Levin, B.; Dollfus, A.; Bell, B. . Space Science Reviews. 1971, 12 (2): 136–186. Bibcode:1971SSRv...12..136M. doi:10.1007/BF00171763.
- Moore, Patrick. . Sterling Publishing Co. 2001. ISBN 978-0-304-35469-6.
- Price, Fred W. . Cambridge University Press. 1988. ISBN 978-0-521-33500-3.
- Rükl, Antonín. . Kalmbach Books. 1990. ISBN 978-0-913135-17-4.
- Webb, Rev. T. W.  6th revised. Dover. 1962. ISBN 978-0-486-20917-3.
- Whitaker, Ewen A. . Cambridge University Press. 1999. ISBN 978-0-521-62248-6.
- Wlasuk, Peter T. . Springer. 2000. ISBN 978-1-85233-193-1.